# Raffaele De Ritis
Raffaele De Ritis (Pescara, 21 luglio 1967) è un regista teatrale e storico italiano.
Raffaele De Ritis fa parte della generazione creativa nota al principio del XXI secolo come "nouveau cirque", legata all'evoluzione del circo classico statunitense ed europeo, attivo in tale campo come regista e storico, "esponente di punta nel nuovo movimento naturalistico della regia circense" (Glenn Collins, The New York Times, 2004).

## Biografia
Dopo aver collaborato con varie istituzioni teatrali europee dalla fine degli anni '80 e poi con il Cirque du Soleil nel 1997, ha firmato negli USA “Barnum's Kaleidoscape” (1999-2000) per Feld Entertainment, e Carnevale! per il Big Apple Circus al Lincoln Center di New York (2001-2002), ciascuno dei quali visti da quasi un milione di spettatori in tournée attraverso gli Stati Uniti.
A Madrid dirige 'Rocinante' per il teatro-circo stabile Price, una produzione su ampia scala ispirata al Don Chisciotte Cervantes, integrando attrazioni circensi, teatro e tecnologie multimediali (2008).
Nel 2009 ha curato lo spettacolo multimediale "Kdo!" per Franco Dragone Entertainment, dedicato a sale superiori ai diecimila posti.
Al Theatre Princesse Grace di Monaco ha diretto gli spettacoli del “Monte Carlo Magic Stars” (1998); al Festival dei Due Mondi di Spoleto ha ideato la “Serata di Magia” (1998 -1999); ha poi curato la regia per la tournée mondiale di David Larible (1997-2005).
In Italia ha firmato recital per Raul Cremona, Silvan, Angelo Branduardi, Aldo, Giovanni e Giacomo. Per la Biennale di Venezia ha scritto e messo in scena “Houdini” (2000).
Nel 2007 ha fondato a Pescara il festival internazionale di arti circensi Funambolika.
Nel ruolo di studioso e formatore, ha tenuto corsi e laboratori presso il Dipartimento Spettacolo dell'Università La Sapienza (Roma, 1996 e 2008), l'università di Tor Vergata (Roma, 2011), l'Università Statale di Milano (2011, 2012), ed è stato docente di circo presso l'Accademia del Circo (Rimini, 1997), l'Ecole National du Cirque di Rosny Sous Bois (Francia, 2005), l'ESAC (Ecole Superieur des Arts du Cirque) di Bruxelles, Belgio (2005).
Autore di varie pubblicazioni, il suo libro "Storia del Circo" (Bulzoni, 2008) è stato definito "il più completo e innovatore del panorama internazionale" (C.Hamel,"Le Cirque dans L'Univers", n.231/2008).
È stato membro della commissione circo presso il Ministero dei Beni e Attività Culturali (1996-2002), e consulente circense della Rai (1993-2005). È stato presidente dell’Ente Manifestazioni Pescaresi di Pescara dal 2015 al 2017.

## Formazione
Fin dall'adolescenza si è interessato dell'area organizzativa del circo di tradizione e del teatro. Si è poi indirizzato alla regia teatrale seguendo presso La Sapienza di Roma i corsi di Eugenio Barba, Dario Fo, Ferruccio Soleri, Peter Stein, Nikolai Karpov (1986-1989).
Nel 1986 inizia a collaborare con la dinastia circense Togni, che inizia in quegli anni il proprio progetto di rinnovamento del circo classico europeo. Al seguito della compagnia di Livio Togni giunge in Francia dove con essa viene data vita nel 1990 al progetto Il Florilegio (1991), protagonista nel vivace clima di nascita del "nouveau cirque", in seguito proposto al Festival d'Avignone e di Edimburgo.
Nel 1991 si avvicina come aiuto regista a Jerome Savary al Theatre National de Chaillot a Parigi e con lui in tutta Europa in lirica, musical, grandi eventi e prosa (in Italia “La dodicesima notte” con Renato De Carmine e Ottavia Piccolo, 1991).
È successivamente a Mosca, allievo di Valentin Gneushev (innovatore della regia circense degli anni '90); poi a Montréal come coordinatore artistico presso il Cirque du Soleil (1997), e sarà successivamente regista associato di Arturo Brachetti (2001).
Si è Laureato in Storia e Critica del Cinema a Roma, vincendo nel 1995 il premio "Filippo Sacchi" del Sindacato Critici Cinematografici Italiani con la motivazione di "migliore tesi di laurea italiana di Cinema" (con una ricerca su Tex Avery e la comicità nel cartoon classico hollywoodiano) chiamato poi per due anni consulente presso la presidenza del Centro Sperimentale di Cinematografia (Roma), dove si occupa tra l'altro del rilancio dello storico periodico "Bianco e Nero".

## Principali regie
- Shakespeare dans les Nuages(collaborazione artistica), di e con Bustric Sergio Bini (regia dell'autore), Theatre National de Nice, 2014
- Aida opera lirica di G.Verdi, Teatro San Carlo, Napoli. Regista collaboratore con Franco Dragone, dir.musicale Nicola Luisotti, 2013
- Kdo! spettacolo multimediale regia associata con Franco Dragone, Forest National Arena, Bruxelles, 2009-2010
- Wiz - Hocus Molto Pocus recital di e con Raul Cremona, tournée Italia, 2009
- Le Crazy Paradis, rivista di burlesque, tournée Italia, 2009
- Il Clown dei Clowns, recital di e con David Larible, tournée europea, 2008-2010
- Rocinante, piéce di teatro-circo, testo di Alonso Dos Santos, Teatro Circo Price, Madrid, 2008
- Cabaret Fantastique, dinner show, Festival dei due Mondi, Spoleto, 2007
- La tempesta, di William Shakespeare,tournée Italia, 2006
- Wiz - Hocus Molto Pocus di e con Raul Cremona, tournée Italia, 2009
- Reverie, spettacolo acrobatico per China National Troupe, Washington, Kennedy Center, Milano, Mazda Palace, 2005
- Carnevale!, Big apple Circus Lincoln Center di New York e tournée Stati Uniti, 2004-2005
- Sim, Sala...Omen di e con Raul Cremona, tournée Italia, 2003-2004
- Houdini, La Biennale di Venezia e tournée Italia, 2002
- Dreams of a City, regia associata per Michel Barette, Big apple Circus Lincoln Center di New York e tournée Stati Uniti, 2002-2003
- Soirée Fantastique, di e con Silvan, Italia, 2000
- Scusi, Vuol Partecipare?, di e con David Larible, tournée Italia, 2000-2001
- L'Infinitamente Piccolo, concerto di Angelo Branduardi, regia associata con Arturo Brachetti, Italia, 2000
- Tel Chi el Telun, di e con Aldo, Giovanni e Giacomo, regia associata per Arturo Brachetti, Italia, 2000
- Barnum's Kaleidoscape, tournée Stati Uniti, 1999-2001
- Recital di David Larible, Theatre Princesse Grace, Monaco, 1997
- Il Florilegio, regia associata con la famiglia circense Togni, Parigi 1990, e tournée europea

### Aiuti regia
- Fregoli di Patrick Rambaud, regia di Jerome Savary, Theatre National de Chaillot, Parigi, 1991
- La Dodicesima Notte, di William Shakespeare,regia di Jerome Savary, tournée Italia, 1991
- Attila, musica di Giuseppe Verdi,regia di Jerome Savary, Teatro alla Scala, Milano, 1991

## Direzioni artistiche
- A Century of Circus - Paulina Andreu Rivel Schumann, progetto espositivo per il Centro Artes Santa Monica, Dipartimento di Cultura di Barcellona (Spagna), 2011
- Funambolika, rassegna internazionale di arti circensi, Pescara (2007 - )
- Circle, festival della Federation Europeenne des Ecoles de Cirque, Tournai (Belgio), 2006
- Monte Carlo Magic Stars, festival di illusionismo, Theatre Princesse Grace, Monte Carlo (Monaco), 1997
- European Youth Circus Festival (co-direzione con Valentin Gneushev), Wiesbaden (Germania), 1998
- Pomp, Duck and Circumstance, Cirque du Soleil, Montreal e tournée in Germania, 1997
- World Festival of Circus Arts, (produttore associato) Piazza Rossa, Mosca (Russia), 1996
- Festival Stelle del Circo, (coordinamento artistico), Verona, 1992-94

## Autore e consulente televisivo
- Circo, serie televisiva Rai, 1993 - 1996 / 2002 -2005
- Festival del Circo di Monte Carlo, Raitre, 2002 -2005
- Circo Massimo, Raitre, 2002 -2005
- La Quadratura del Circo, regia Francesca Nesler, Raitre, 2004
- Cirque du Soleil: nella Fabbrica del Sogno, regia Francesca Nesler, Raitre, 2004

- Tel Chi el Telun, Canale 5, 2000
- Stelle del Circo, Canale 5, 1993

## Pubblicazioni di Raffaele De Ritis
- Enciclopedia delle arti Le Muse, redazione della voce circo (De Agostini, Novara, 1995)
- Gli Acrobati Folli: la storia della dinastia circense Palmiri (Modena, 1997)
- Dizionario dello Spettacolo del Novecento, redazione di voci su circo e varietà (Baldini e Castoldi, 1998)
- La polvere trasformata in oro in Aa. Vv.Il Circo e la Scena. Forme dello spettacolo contemporaneo, a c. di Gigi Cristoforetti e Alessandro Serena, (Edizioni La Biennale di Venezia, 2001)
- Aux origines de la mise en piste in Aa. Vv. Le Cirque au Risque de l'Art a c. di Emmanuel Wallon (Actes Sud, Parigi, 2002)
- Illusionismi - Settemila anni di spettacolo, scienza, religione (Stampa Alternativa, Viterbo, 2002)
- El mito del circo: exotismo, erotismo martirio in Aa. Vv.El Mon Fascinant del Circ Cric (Barcellona, 2005)
- El cercle i la poetica del risc: esbos per una historia critica de la posada en escena circense in Aa. Vv. El Circ i la poètica del Risc (Barcellona, 2006)
- Storia del Circo - Dagli acrobati egizi al Cirque du Soleil (Bulzoni, Roma, 2008)
- Un Siglo de Circo - A Century of Circus coautore con Jordi Jané (Artes Santa Monica, Barcelona, 2011)

## Riconoscimenti e titoli
- Premio "Filippo Sacchi del Sindacato Nazionale Critici Cinematografici, 1995
- Membro della commissione consultiva Circo e Spettacolo Viaggiante presso il Ministero dei Beni e delle Attività Culturali (1996-2002)
- Consulente alla Presidenza e alle attività editoriali del Centro Sperimentale di Cinematografia (1997-1998)
- Consulente alle relazioni internazionali per Rosgoscyrk - Compagnia di Stato del Circo Sovietico (1998)
- Consulente circense per la Rai TV (1992-1995 e 2003-2006)

Il lavoro di Raffaele De Ritis è descritto in:
- Profilo dedicato su "The New York Times" (Glenn Collins, 28 ottobre, 2003[1])
- Robert Sugarman, The Many Worlds of Circus, Cambridge, 2007
- David L.Hammastrom, Fall of the Big Top. The Vanishing American Circus, 2007
- Ernest Albrecht, The Contemporary Circus: Art of the Spectacular, 2007
- Roberto Alajmo, L'arsenale delle apparizioni, Marsilio, Venezia, 2001